# Igreja de Santa Maria (Everton, Bedfordshire)

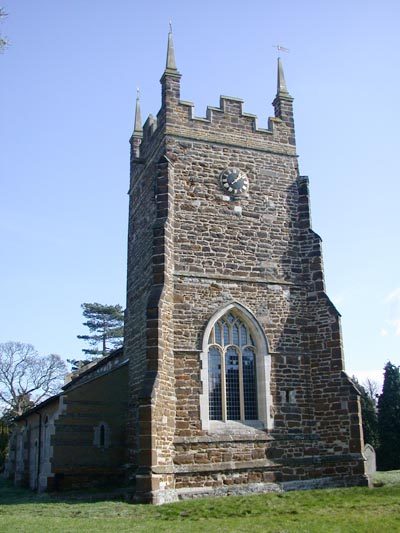
Igreja de Santa Maria, Everton

A Igreja de Santa Maria é uma igreja listada como Grau I em Everton, Bedfordshire, Inglaterra. Tornou-se um edifício listado no dia 26 de novembro de 1986. O seu reitor mais famoso foi John Berridge, um dos primeiros líderes metodistas.